# Skovmus
Skovmus (Apodemus sylvaticus) er en art af musefamilien. Den har brun pels og hvid bug, ofte en gul plet mellem forbenene. Den forveksles let med arten halsbåndmus, men har lidt mindre ører og er normalt mindre i størrelse, ca. 90 mm lang.